# Henri Cunibert
Henri Cunibert (Malmedy 6 oktober 1891 - aldaar, 12 december 1954) was een Belgisch architect.

## Woon- en werkplaatsen
Blijkens advertenties die hij in de Duitstalige Belgische krant de Grenz-Echo plaatste, woonde hij na de oorlog met zijn vrouw Marie Ledur op het adres Avenue de Monbijou 14 in Malmedy, waar hij tot kort voor zijn dood ook kantoor hield. Ook in Sankt Vith had hij een kantoor, dat ettelijke keren verhuisde: in 1945 was het op de Steinerberg, in 1946 tijdelijk in de Neundorferstrasse, dan in hetzelfde jaar in de Wiesenbacherstrasse, tot in 1949 aan de Amelerstrasse en vanaf dat jaar aan de Malmedyerstrasse. In de laatste jaren van zijn leven wordt alleen het adres in Malmedy nog genoemd. In de advertenties duidt hij zich in 1945 nog aan als Heinrich Cunibert, daarna is Henri de voornaam.

## Werken
De belangrijke werken van Cunibert bevinden zich in het domein van sacrale gebouwen, voornamelijk kerken, die gebouwd werden tussen 1920 en 1932, voornamelijk in Oost-België. Na de Tweede Wereldoorlog afficheert hij zich in 1946 als ingenieur-architect, ook voor ondergrondse bouw, maar vooral als Kriegsschädeneinschatzer, (oorlogsschadetaxateur) voor gebouwen en het meubilair. Wald- und Flurschäden (schade aan houtopstanden en percelen) laat hij door een medewerker taxeren. Later werkt hij samen met restauratiecommissies aan de beoordeling van offertes voor herstel van oorlogsschade aan gebouwen in het gebied van Malmedy en Sankt Vith.
- Sint-Donaaskerk Ondenval (1925), neoromaanse stijl, op de plaats van een voormalige kapel. Werd in 1956 door brand beschadigd.
- Sint-Janskerk in Maldingen (1926), neoromaanse stijl
- Sint-Antonius Kluizenaarkerk in Mürringen (1926)[2], neogotische stijl
- Sint-Jozefkerk Hünningen (1926), gotische stijl, op de plaats van een voormalige kapel. De onderste, uitgekraagde geleding van de toren is vierkant, de bovenste, met de spits, is achthoekig.
- Sint-Stefanuskerk in Bütgenbach (1931), neoromaanse stijl. Op de plaats van een voormalige 12e-eeuwse kerk.
- Onze-Lieve-Vrouw-Onbevlekt-Ontvangenkerk in Medell (1931–1932), met markante met ui bekroonde toren.
- Sint-Hubertuskerk in Amel (1931–1932).
- Sint-Hilariuskerk in Maspelt (gebouwd in 1930, gewijd in 1932), neoromaanse stijl

## Aanpassingen
- Sint-Martinuskerk in Meyerode (1930), bouw van een nieuw schip in neogotische stijl met behoud van de 14e-eeuwse klokkentoren.
- Sint-Saturninuskerk in Waimes (1930), bouw van een nieuw transept en een nieuw koor in neogotische stijl met behoud van het schip en toren. Toevoeging van een de  sacristie.
- Sint-Hubertuskerk in Amel (1931), reconstructie van een nieuwe kerk in neogotische stijl, met behoud van de 15e-eeuwse klokkentoren.

## Foto's

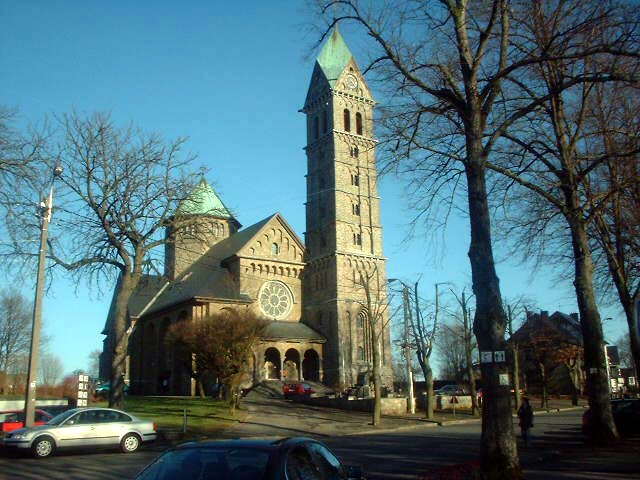
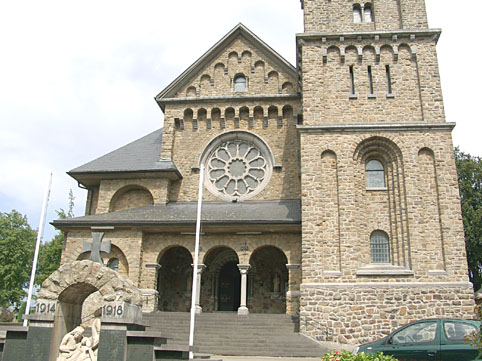
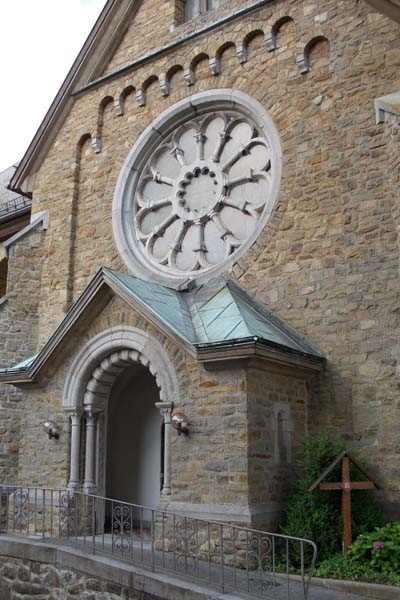
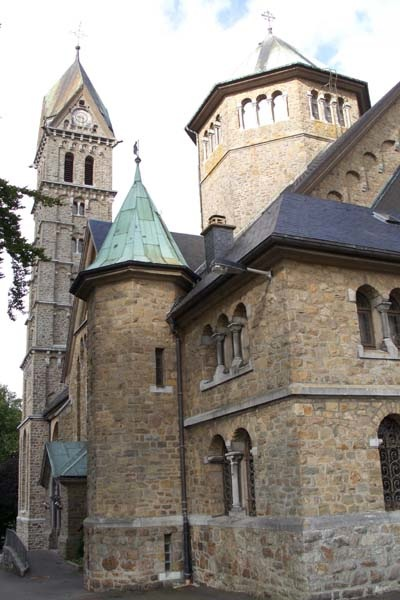
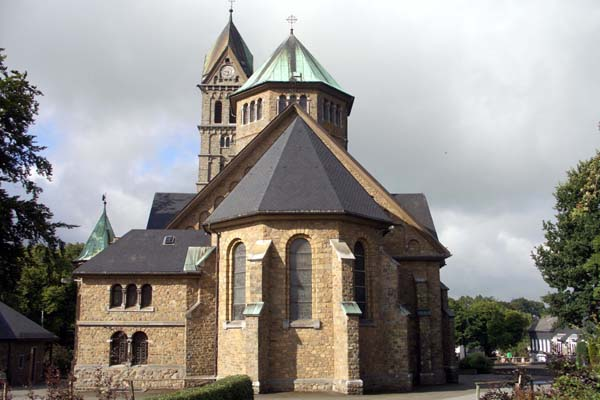
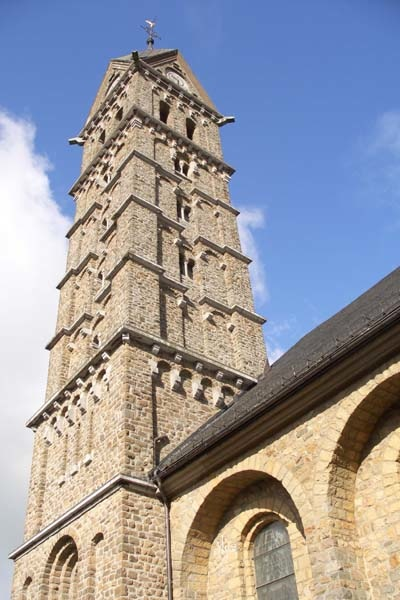
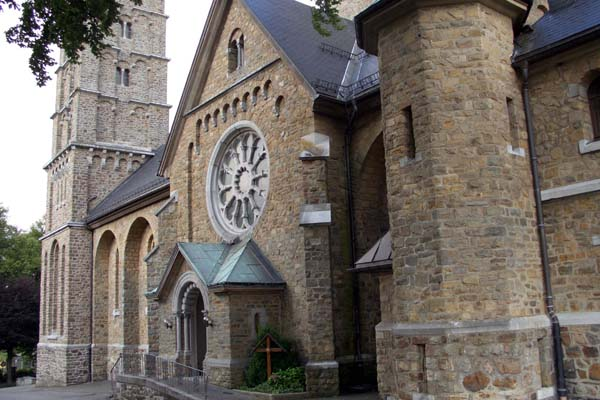
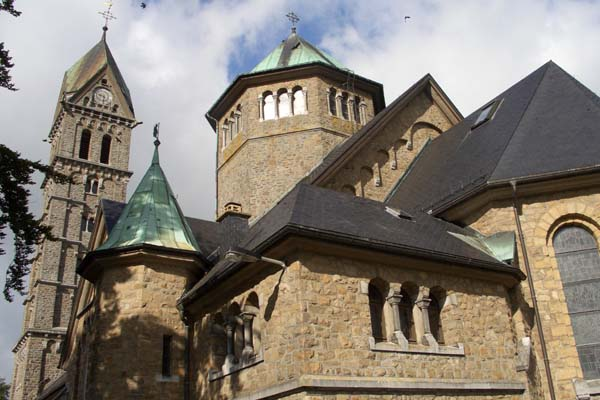

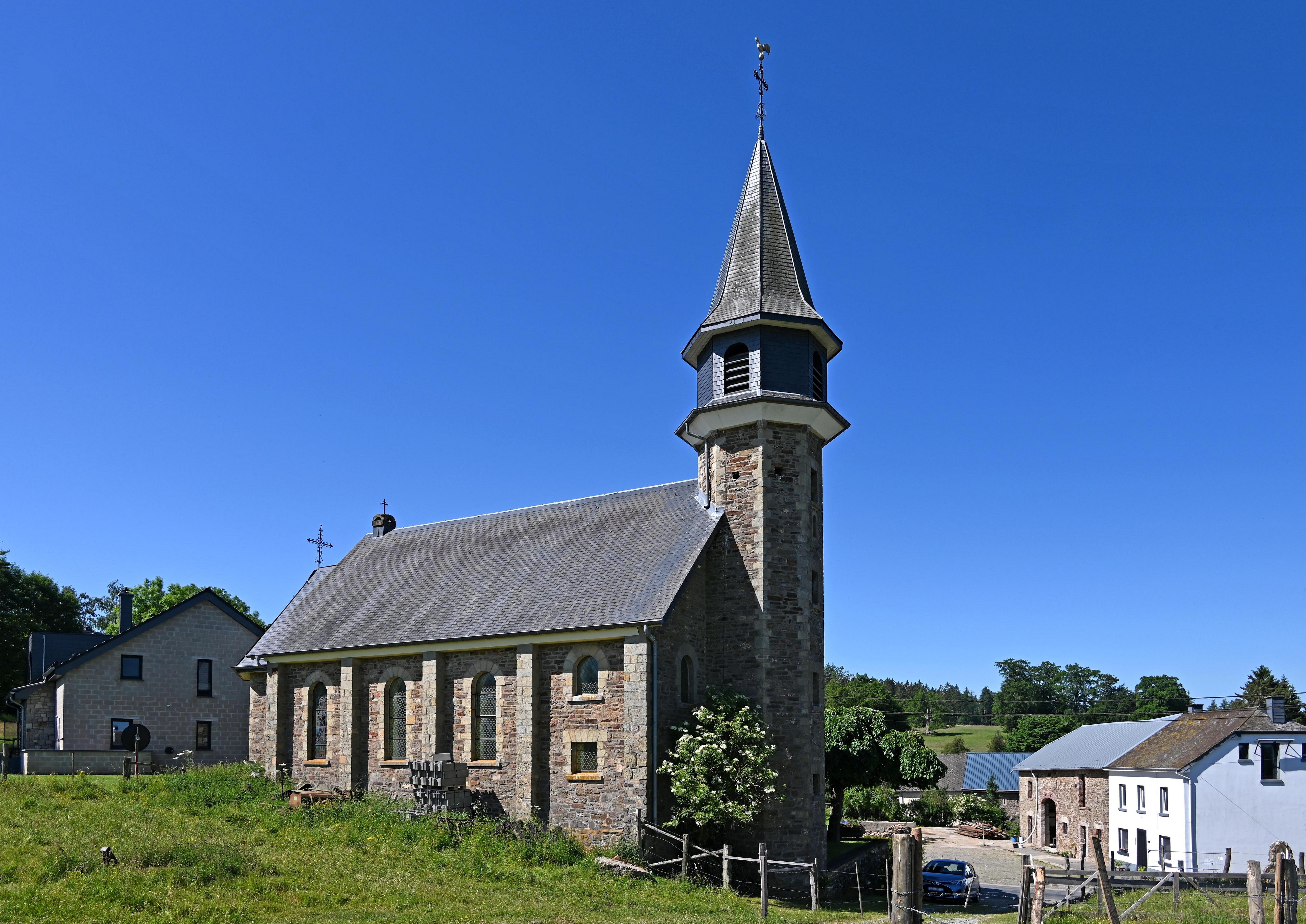

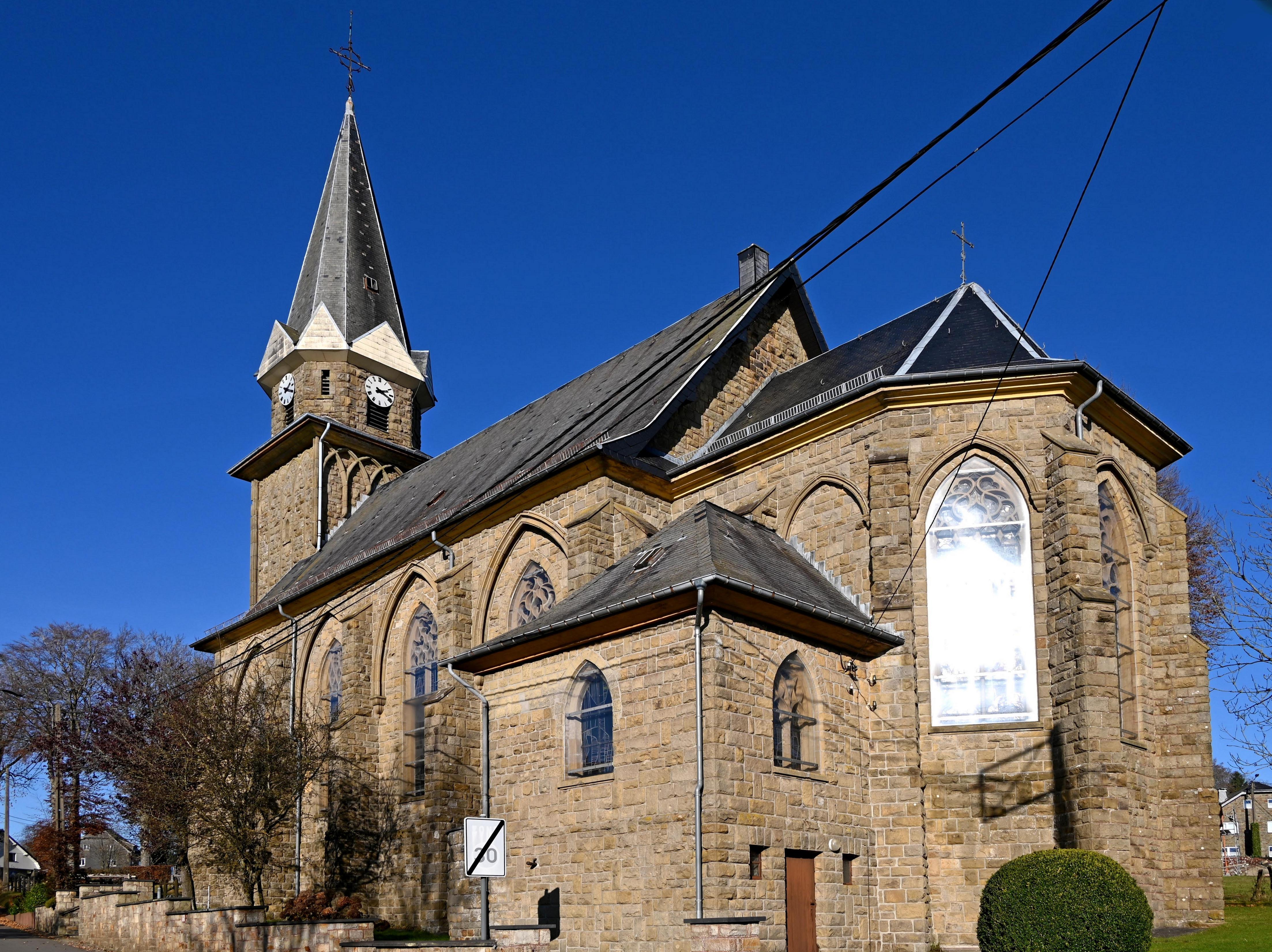

- Sint-Stefanuskerk in Bütgenbach

- Sint-Janskerk in Maldingen

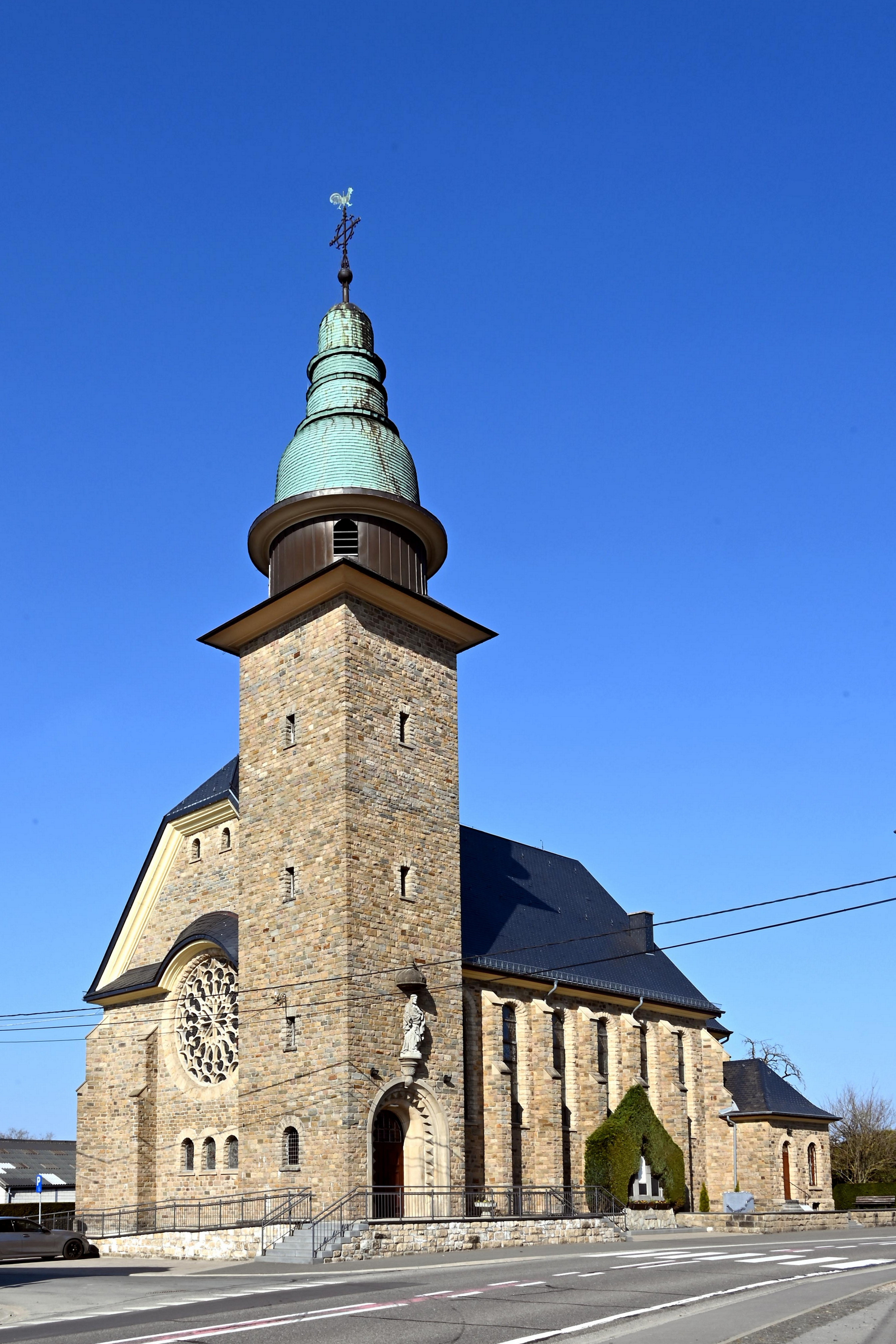
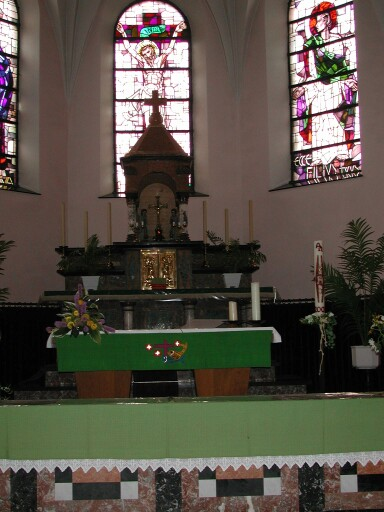
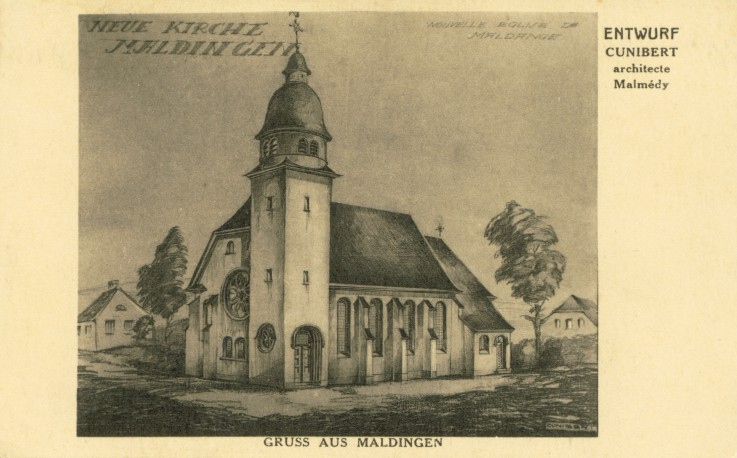

- Onze-Lieve-Vrouw-Onbevlekt-Ontvangenkerk in Medell

- Sint-Donaaskerk in Ondenval

- Sint Maartenskerk in Meyerode

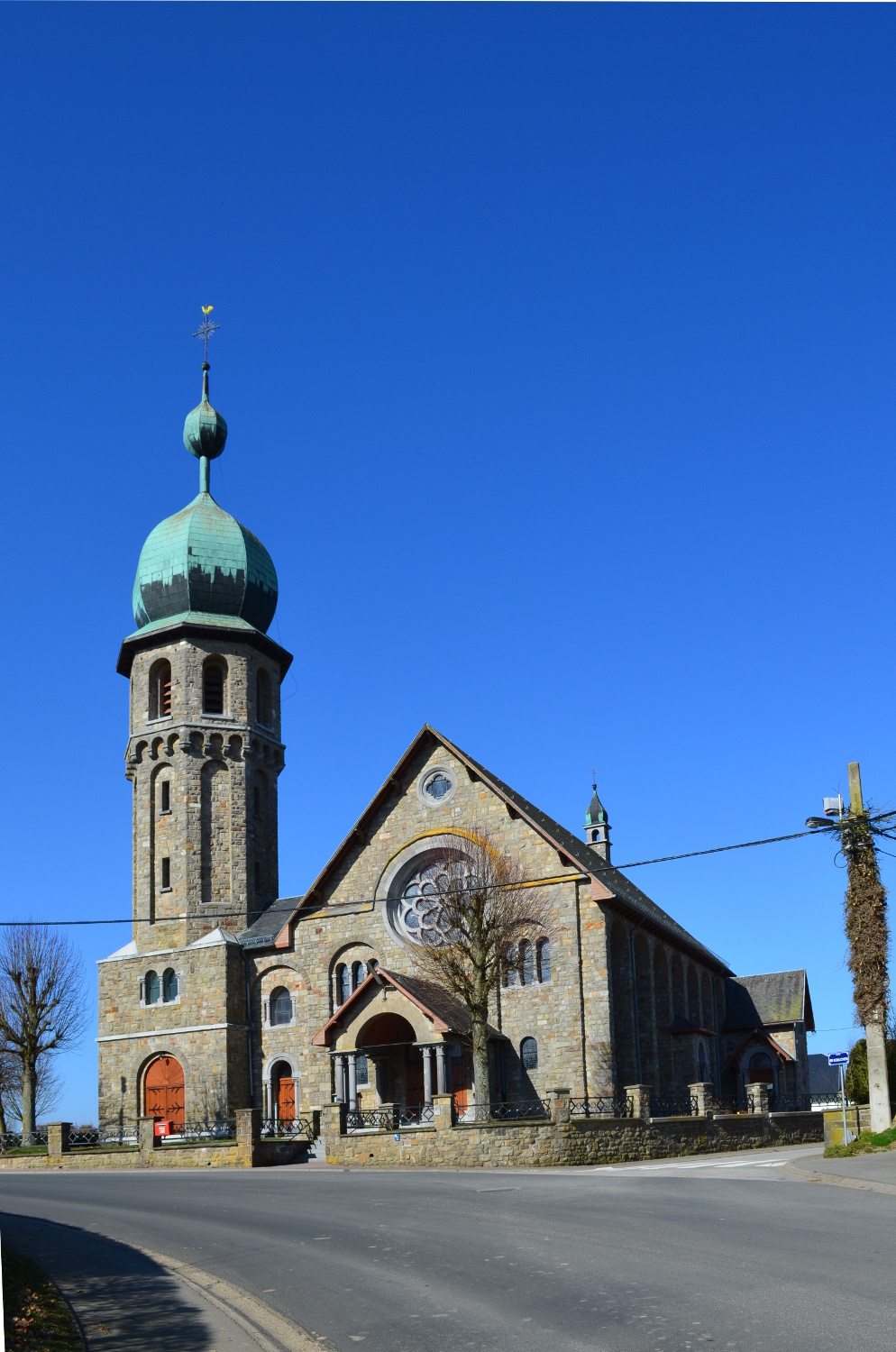
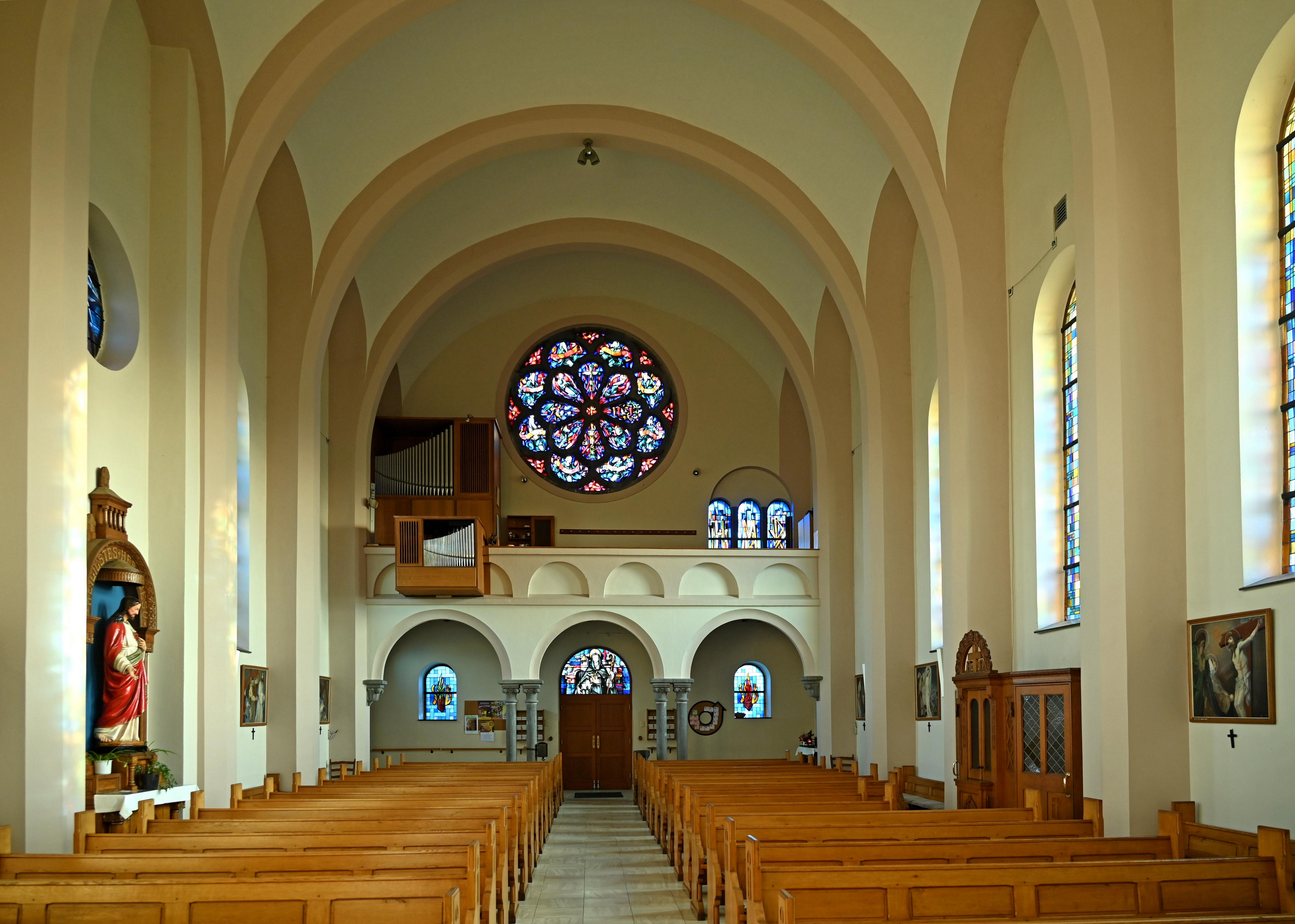
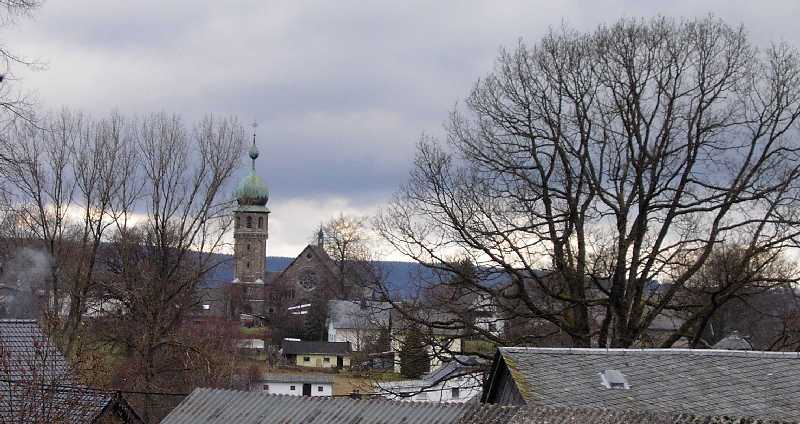

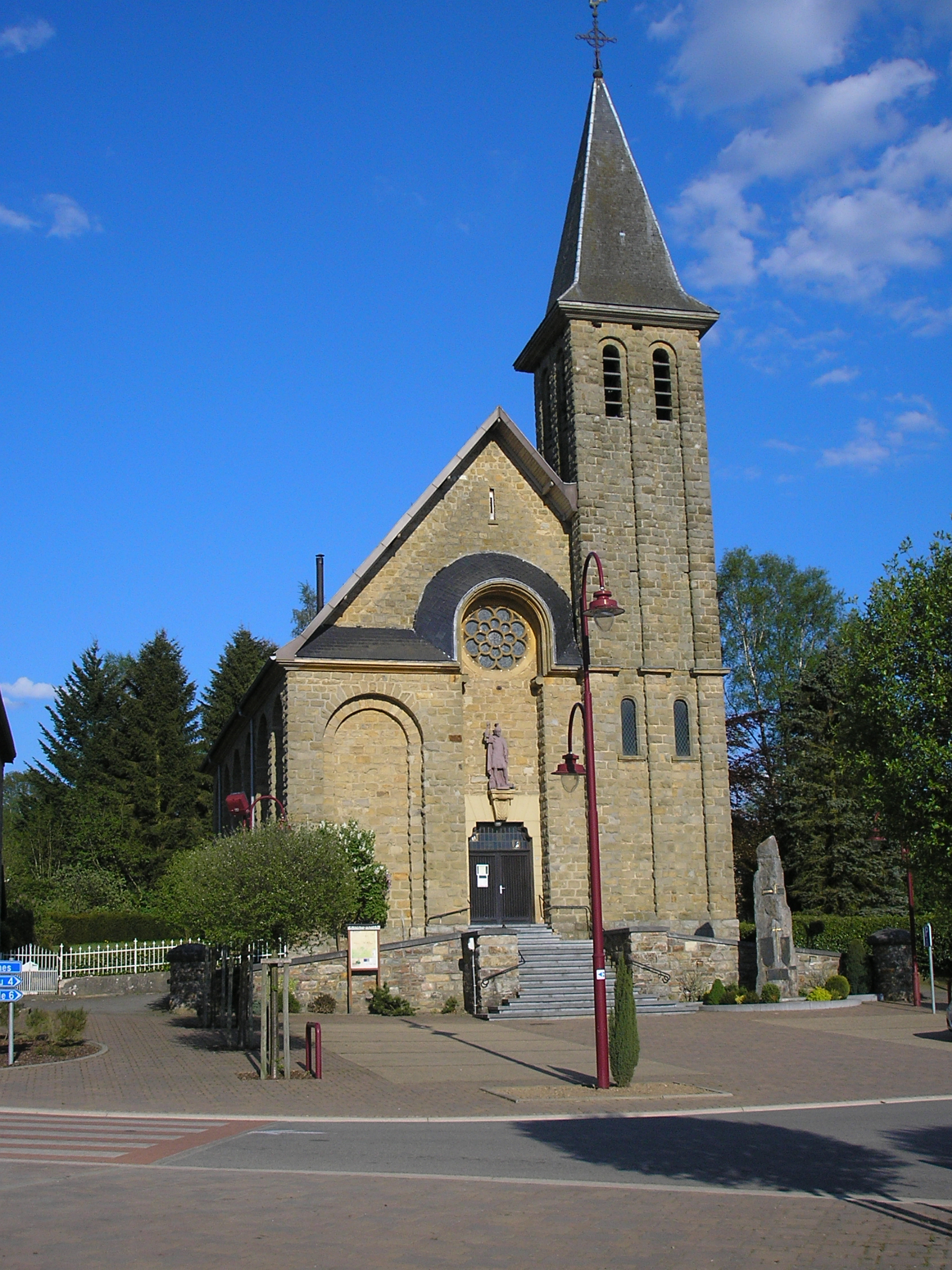
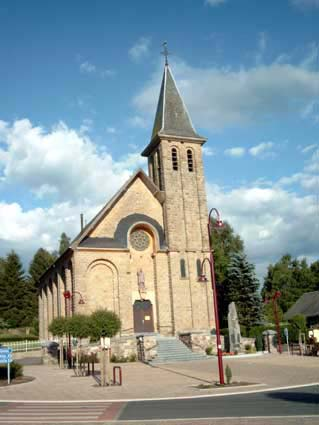
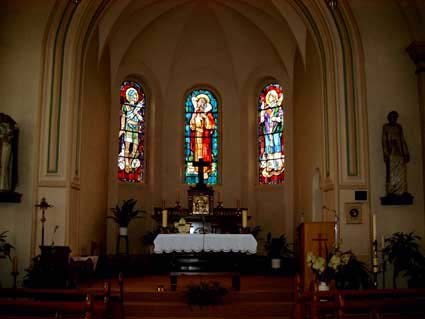
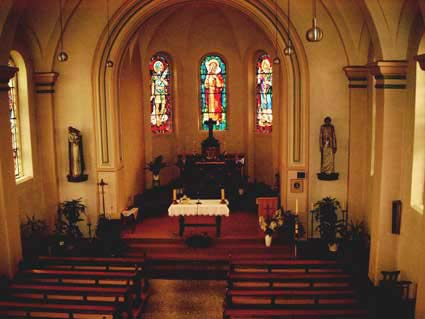

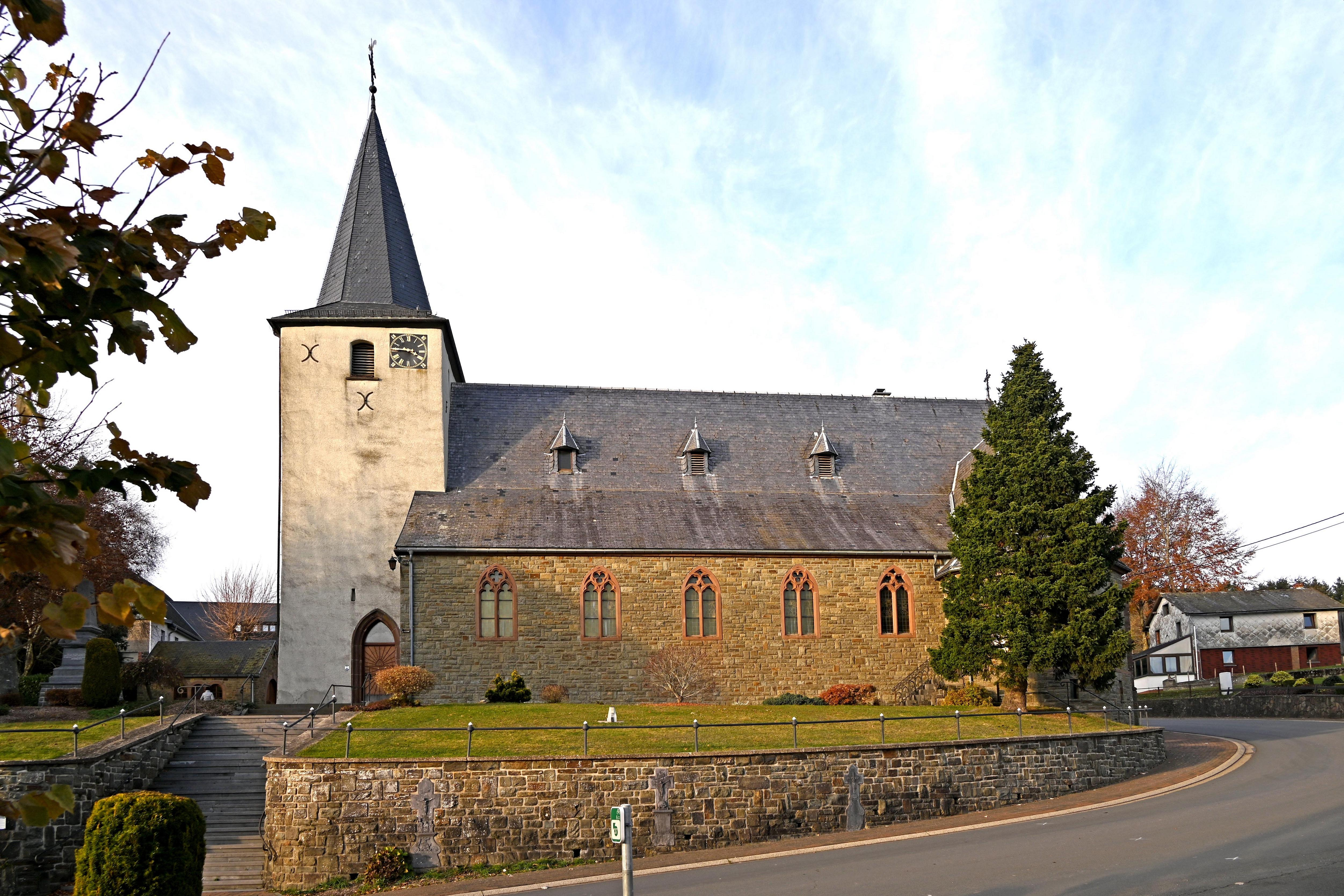

- Sint-Antonius Kluizenaarkerk in Mürringen

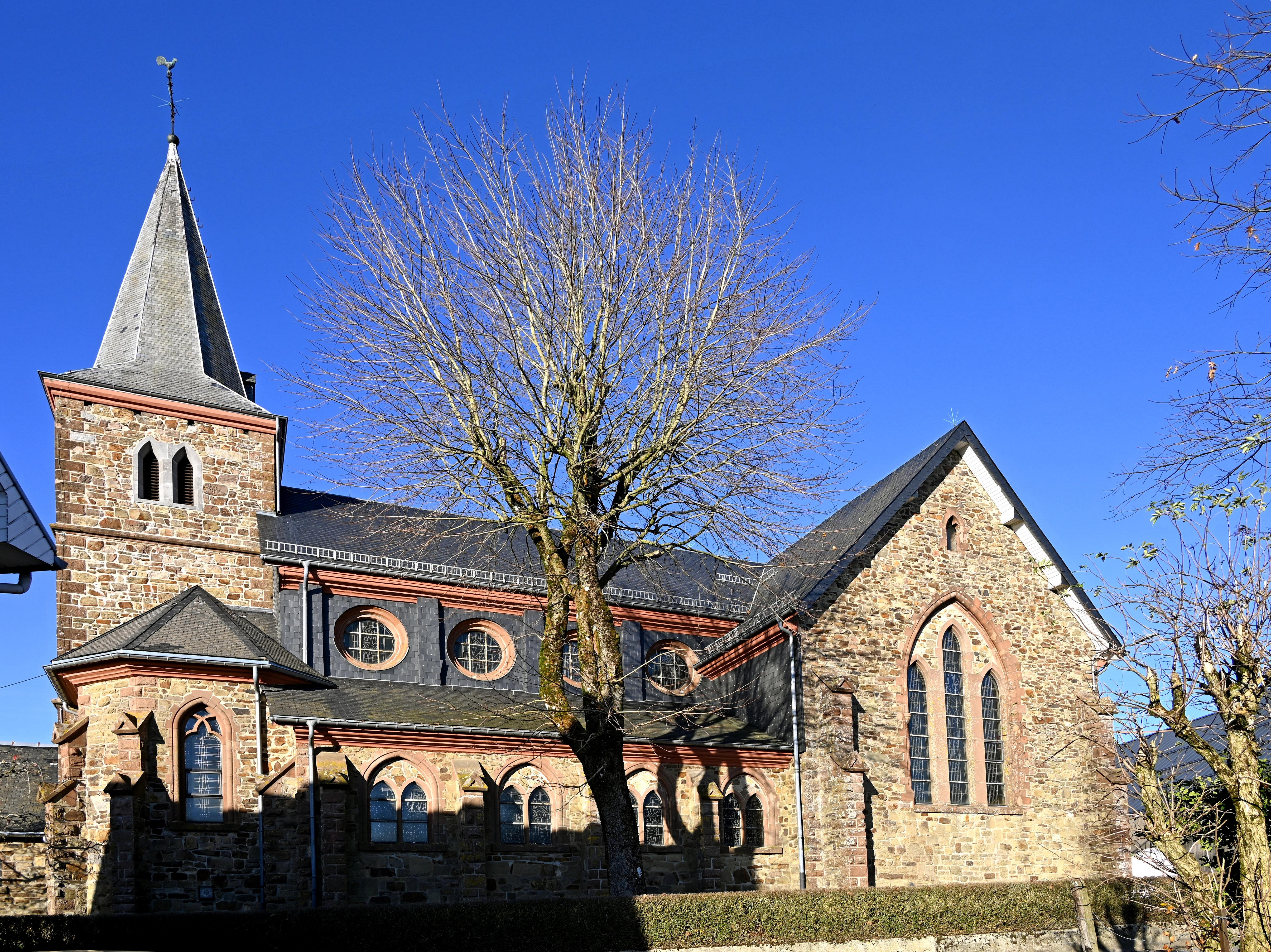

- Sint-Hilarius in Maspelt

- Sint-Jozefkerk in Hünningen